# Krawędź pasywna

Przekrój przez pasywną krawędź kontynentu: 1) skorupa kontynentalna, 2) skorupa oceaniczna, 3) osady, 4) skały płaszcza, 5) ocean, 6) powierzchnie zapadające ku kontynentowi, dające refleksy sejsmiczne, 7) uskoki listryczne.

Krawędź pasywna, krawędź typu atlantyckiego – granica pomiędzy litosferą kontynentalną a oceaniczną w obrębie jednej płyty tektonicznej.

## Morfologia
Na powierzchni Ziemi (tj. na dnie oceanicznym) istnienie krawędzi pasywnej objawia się przejściem szelfu w stok kontynentalny i dalej podnóże (wyniesienie) kontynentalne. Szelf kontynentalny jest zazwyczaj szeroki (choć to zależy także od poziomu mórz), nie występują rowy oceaniczne ani łuki wyspowe. Napływ osadów z lądu powoduje subsydencję w strefie przejściowej pomiędzy skorupą kontynentalną i oceaniczną, co prowadzi do tworzenia się basenów sedymentacyjnych w pobliżu pasywnych krawędzi kontynentów.
Krawędzie pasywne istnieją m.in. u atlantyckich wybrzeży obu Ameryk i Europy, u wszystkich oceanicznych wybrzeży Afryki i Australii oraz większości wybrzeży Antarktydy.

## Tektonika
Pasywna krawędź kontynentu tworzy się, gdy dolina ryftowa istniejąca na granicy rozbieżnej płyt przeradza się w nowy basen oceaniczny. Na skutek procesu spreadingu powstaje nowa skorupa oceaniczna, odsuwając strefę ryftową od krawędzi kontynentu. Na krawędziach pasywnych nie zachodzą procesy subdukcji ani wzajemnego przesuwania płyt litosferycznych wzdłuż uskoków transformacyjnych. Skutkuje to brakiem intensywnych trzęsień ziemi, typowych dla aktywnych krawędzi kontynentów.